# Hainfeld, Österrike
Hainfeld är en stadskommun i distriktet Lilienfeld i förbundslandet Niederösterreich i Österrike. Kommunen har 3 819 invånare (2024).
Kommunen består av 13 orter (Ortschaften) (inom parentes invånarantal 1 januari 2024):

- Bernau (177)
- Gegend Egg (85)
- Gerichtsberg (60)
- Gerstbach (46)
- Gstettl (146)
- Gölsen (815)
- Hainfeld (2 027)
- Heugraben (14)
- Kasberg (52)
- Kaufmannberg (16)
- Landstal (24)
- Ob der Kirche (287)
- Vollberg (70)